# Понтассьєве
Понтассьєве (італ. Pontassieve) — муніципалітет в Італії, у регіоні Тоскана,  метрополійне місто Флоренція.
Понтассьєве розташоване на відстані близько 230 км на північ від Рима, 15 км на схід від Флоренції.
Населення — 20 621 особа (2014).

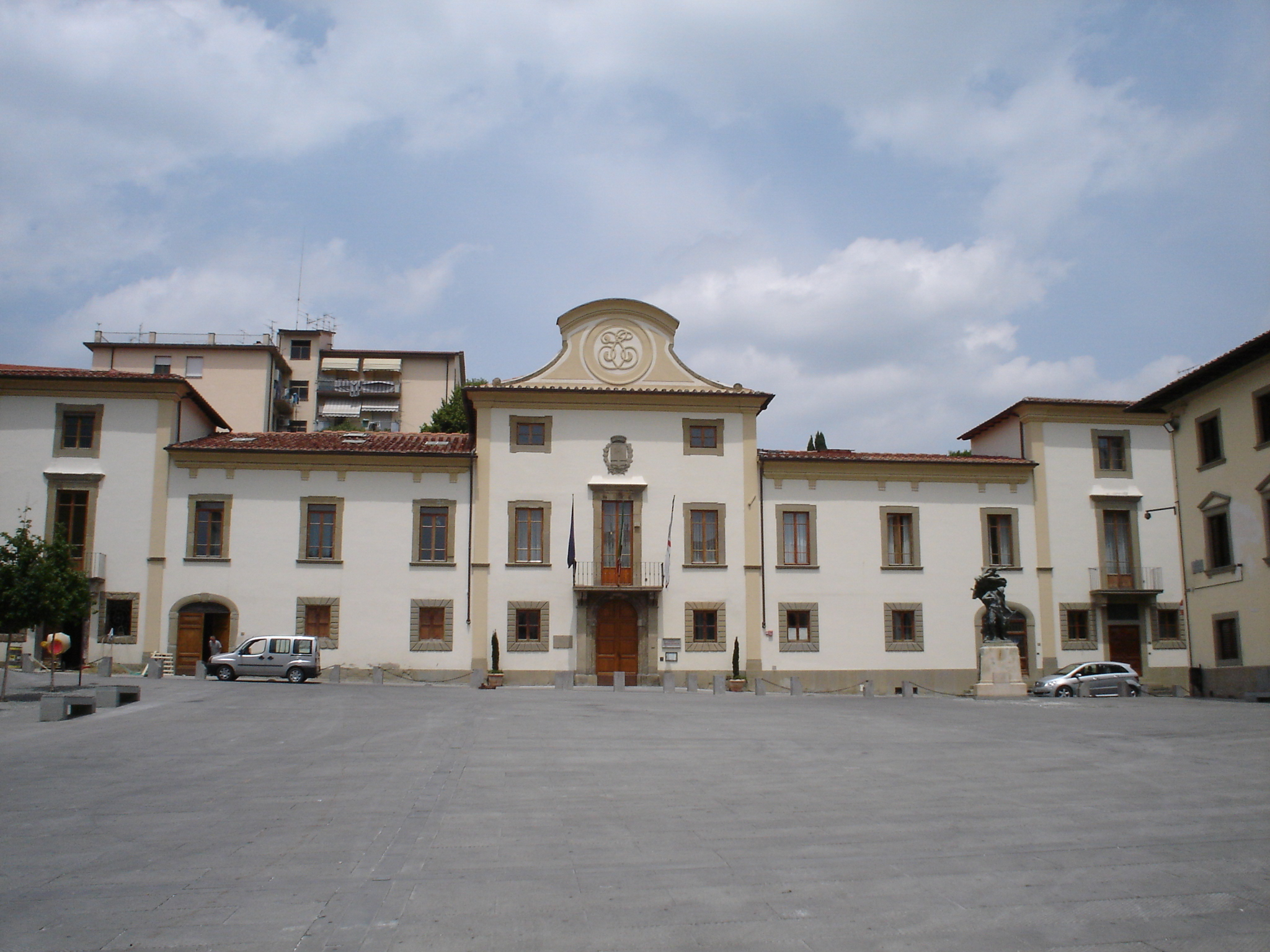

Щорічний фестиваль відбувається 29 вересня. Покровитель — святий Архангел Михаїл.

## Демографія
Населення за роками:

Станом на 1 січня 2023 року в муніципалітеті офіційно проживали 2092 іноземці з 82 країн, серед них 557 громадян країн Євросоюзу та 41 громадянин України.

## Сусідні муніципалітети
- Баньо-а-Риполі
- Борго-Сан-Лоренцо
- Дікомано
- Ф'єзоле
- Пелаго
- Риньяно-сулл'Арно
- Руфіна
- Віккьо